# Huyện (Trung Quốc)
Huyện (giản thể: 县; phồn thể: 縣; bính âm: Xiàn) là một cấp thứ ba trong phân cấp hành chính của Cộng hòa Nhân dân Trung Hoa, một cấp được gọi là "cấp huyện" và cũng có các huyện tự trị, thành phố cấp huyện, kỳ, kỳ tự trị, và khu. Cấp này tương đương cấp huyện ở Việt Nam.
Có 1467 huyện ở Trung Hoa Đại lục trong tổng số 2861 đơn vị cấp huyện. Ở Trung Hoa Dân Quốc, huyện (縣) là cấp thứ hai, dù việc sắp xếp hợp lý Tỉnh Đài Loan trên thực tế đã xếp huyện vào cấp chính quyền thứ nhất dưới chính phủ trung ương Trung Hoa Dân quốc. Có 18 huyện được Trung Hoa Dân quốc quản lý.
Huyện đã tồn tại từ thời Chiến Quốc, và đã được thành lập trên khắp quốc gia trong thời nhà Tần.

## Huyện tự trị
Bài chính: Huyện tự trị Trung Quốc
Huyện tự trị (自治县 Pinyin: zìzhìxiàn) là một hạng đặc biệt của huyện ở Trung Hoa Đại lục dành cho những khu vực dân tộc không phải người Hán sinh sống và các huyện này có thẩm quyền lớn hơn các huyện thông thường theo quy định của pháp luật.
Có 117 huyện tự trị ở Trung Hoa Đại lục.

## Huyện cấp thị
Huyện cấp thị (县级市 Pinyin: xiànjí shì) là các đô thị cấp huyện ở Trung Quốc, thường trực thuộc một đơn vị cấp địa khu, bao gồm các thành phố phó tỉnh, địa cấp thị, châu tự trị và các minh. Nếu một huyện cấp thị trực thuộc tỉnh mà không qua cấp địa khu thì nó được gọi là phó địa cấp thị.

## Ngoại lệ khác
Một số đơn vị cấp huyện trực thuộc tỉnh mà không qua cấp địa khu, điều này không phổ biến. Có thể kể đến các trường hợp này bao gồm:
- Thần Nông Giá (Hồ Bắc) - lâm khu cấp huyện trực thuộc tỉnh.
- Trừng Mại (Hải Nam)
- Lâm Cao (Hải Nam)
- Đồn Xương (Hải Nam)
- Định An (Hải Nam)
- Bạch Sa (Hải Nam) - huyện tự trị trực thuộc tỉnh
- Xương Giang (Hải Nam) - huyện tự trị trực thuộc tỉnh
- Lạc Đông (Hải Nam) - huyện tự trị trực thuộc tỉnh
- Lăng Thủy (Hải Nam) - huyện tự trị trực thuộc tỉnh
- Bảo Đình (Hải Nam) - huyện tự trị trực thuộc tỉnh
- Quỳnh Trung (Hải Nam) - huyện tự trị trực thuộc tỉnh

## Chính quyền
Do Đảng Cộng sản Trung Quốc là chính đảng duy nhất lãnh đạo đất nước, mỗi cấp hành chính đều do Đảng ủy cấp đó lãnh đạo. Cấp huyện thì có Huyện ủy (中共县委) (Trung ương Huyện ủy) lãnh đạo, mà đứng đầu Huyện ủy là Bí thư Huyện ủy (中共县委书记) (Trung ương Huyện ủy Bí thư). Mỗi huyện còn có Chính quyền huyện do Huyện trưởng (县长) đứng đầu. Các Huyện trưởng này đôi khi cũng là Phó Bí thư Huyện ủy.